# Thomas Samuel Ashe

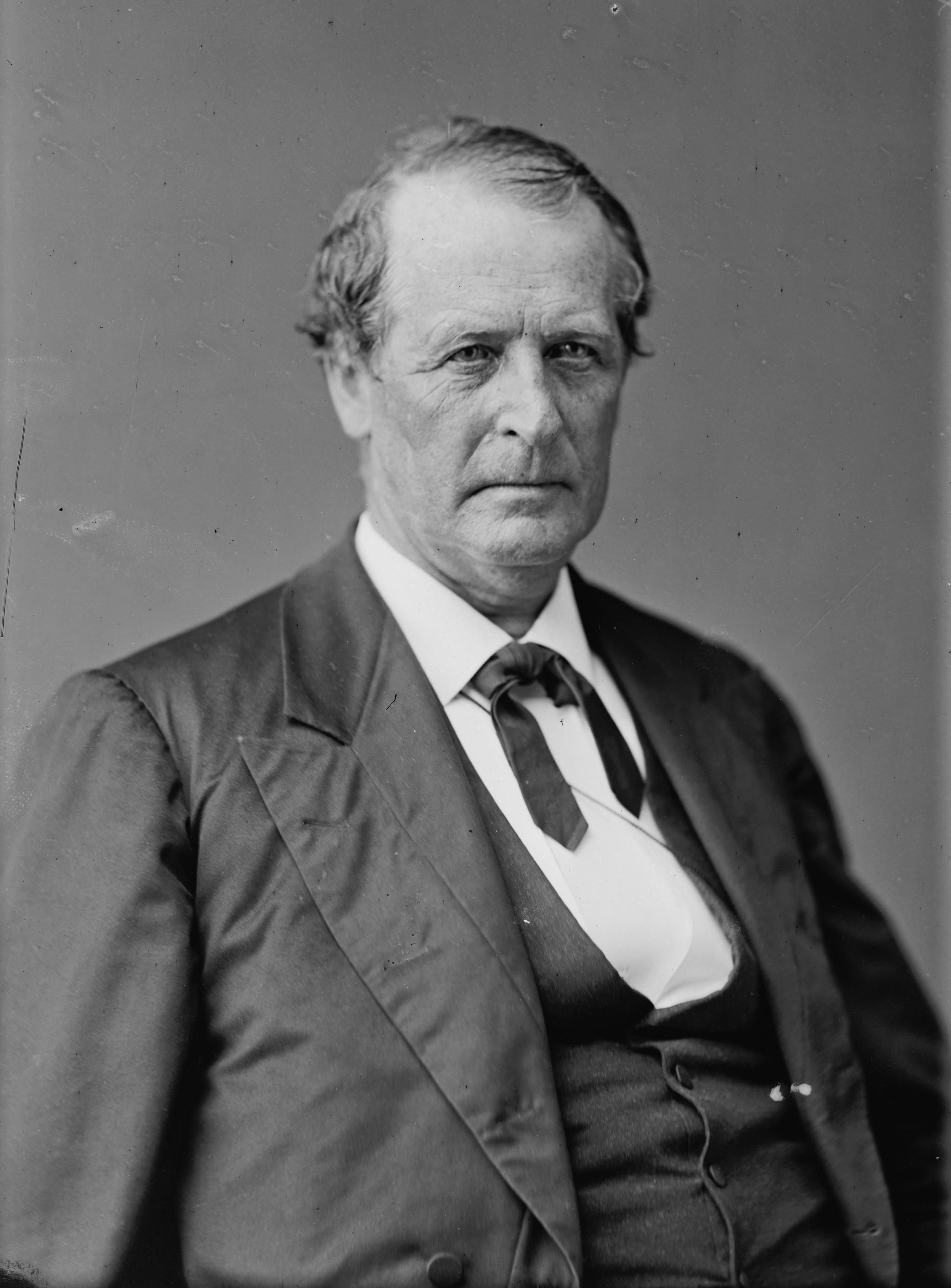
Thomas Samuel Ashe

Thomas Samuel Ashe (* 19. Juli 1812 in Hawfields, Orange County, North Carolina; † 4. Februar 1887 in Wadesboro, North Carolina) war ein US-amerikanischer Jurist und Politiker (Demokratische Partei), der den Bundesstaat North Carolina im US-Repräsentantenhaus und im Konföderiertenkongress vertrat.
Der junge Thomas Ashe wurde zunächst auf einer Privatschule in Hillsborough ausgebildet und besuchte dann die University of North Carolina in Chapel Hill, wo er 1832 seinen Abschluss machte. 1834 wurde er in die Anwaltskammer aufgenommen; im folgenden Jahr begann er in Wadesboro im Anson County zu praktizieren. Sein erstes politisches Mandat hatte er 1842 als Abgeordneter im Repräsentantenhaus von North Carolina inne. Von 1847 bis 1851 war er Staatsanwalt im 5. Gerichtsdistrikt von North Carolina; im Jahr 1854 gehörte er dem Staatssenat an.
Während des Sezessionskrieges betätigte sich der Sklavenhalter Ashe auch in der Konföderation politisch. Er wurde für North Carolina ins Repräsentantenhaus des ersten Konföderiertenkongresses gewählt, wo er bis 1864 verblieb. In diesem Jahr erfolgte seine Wahl in den Konföderiertensenat, doch der Krieg endete, bevor er sein Amt antreten konnte.
Nach dem Krieg bewarb sich Ashe 1868 um das Amt des Gouverneurs von North Carolina, unterlag aber dem Republikaner William Woods Holden. Dafür gehörte er ab dem 4. März 1873 dem US-Repräsentantenhaus in Washington, D.C. an. Nach zwei Amtsperioden schied er am 3. März 1877 aus der Parlamentskammer aus und kehrte nach North Carolina zurück, wo er 1878 zum beisitzenden Richter am Obersten Gerichtshof des Staates gewählt wurde. Ashe wurde 1886 bestätigt und starb im folgenden Jahr im Amt.
Seine Cousins John Baptista Ashe und William Shepperd Ashe waren ebenfalls Abgeordnete im US-Repräsentantenhaus.